# Harold Hagen

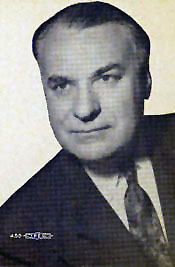
Harold Hagen

Harold Christian Hagen (* 10. November 1901 in Crookston, Polk County, Minnesota; † 19. März 1957 in Washington, D.C.) war ein US-amerikanischer Politiker. Zwischen 1943 und 1955 vertrat er den Bundesstaat Minnesota im US-Repräsentantenhaus.

## Werdegang
Harold Hagen besuchte die öffentlichen Schulen seiner Heimat und danach bis 1917 das St. Olaf College in Northfield. Danach arbeitete er sowohl im Eisenbahngeschäft als auch in der Landwirtschaft. Zwischen 1920 und 1928 war er auch Reporter, Verleger und Herausgeber einer auf Norwegisch erscheinenden Zeitung. Zwischenzeitlich arbeitete er in Mandan (North Dakota) als Lehrer. Von 1928 bis 1932 gab Hagen die Zeitung Polk County Leader heraus, die in Crookston erschien. Von 1934 bis 1942 arbeitete er im Stab des Kongressabgeordneten Rich T. Buckler. 1937 war er Delegierter auf einer Konferenz in Washington, die sich mit den Flüssen und Häfen der Vereinigten Staaten befasste.
Politisch war Hagen Mitglied der Farmer-Labor Party. Bei den Kongresswahlen des Jahres 1942 wurde er im neunten Wahlbezirk von Minnesota in das US-Repräsentantenhaus in Washington gewählt, wo er am 3. Januar 1943 die Nachfolge von Rich Buckler antrat. Nachdem seine Partei 1944 mit der Demokratischen Partei fusioniert hatte, wechselte Hagen zu den Republikanern. Als deren Kandidat wurde er bei den folgenden fünf Kongresswahlen in seinem Mandat bestätigt. Damit konnte er bis zum 3. Januar 1955 im US-Repräsentantenhaus verbleiben. In diese Zeit fielen das Ende des Zweiten Weltkrieges und der Koreakrieg sowie der Beginn des Kalten Krieges. Damals wurde auch der 22. Verfassungszusatz verabschiedet.
Im Jahr 1954 wurde Hagen nicht wiedergewählt. 1956 scheiterte eine weitere Kandidatur für das US-Repräsentantenhaus. Harold Hagen arbeitete bis zu seinem Tod am 19. März 1957 in Washington in der Öffentlichkeitsarbeit. Er wurde in Crookston beigesetzt.